# Lysandra antidiscoidalisnulla
Lysandra antidiscoidalisnulla är en fjärilsart som beskrevs av Bright och Leeds 1938. Lysandra antidiscoidalisnulla ingår i släktet Lysandra och familjen juvelvingar. Inga underarter finns listade i Catalogue of Life.